# Dicranoloma perremotifolium
Dicranoloma perremotifolium är en bladmossart som beskrevs av Brotherus 1924. Dicranoloma perremotifolium ingår i släktet Dicranoloma och familjen Dicranaceae. Inga underarter finns listade i Catalogue of Life.